# Episodi di A casa tutti bene - La serie (seconda stagione)
Gli episodi della seconda stagione della serie televisiva A casa tutti bene - La serie vanno in onda in prima visione TV dal 5 maggio 2023 al 26 maggio 2023 sul canale Sky Serie e in streaming su Now.
| nº | Titolo     | Prima TV Italia |
| -- | ---------- | --------------- |
| 1  | Episodio 1 | 5 maggio 2023   |
| 2  | Episodio 2 | 5 maggio 2023   |
| 3  | Episodio 3 | 12 maggio 2023  |
| 4  | Episodio 4 | 12 maggio 2023  |
| 5  | Episodio 5 | 19 maggio 2023  |
| 6  | Episodio 6 | 19 maggio 2023  |
| 7  | Episodio 7 | 26 maggio 2023  |
| 8  | Episodio 8 | 26 maggio 2023  |

## Episodio 1
L'incidente di Ginevra avvenuto il giorno delle nozze di Sandro e Beatrice ha sconvolto i Ristuccia e i Mariani, che si riuniscono per parlare del segreto appena svelato riguardo al cadavere di Verena seppellito ad Ansedonia. Alba si prende tutta l'ira e il disprezzo dei suoi tre figli, ai quali ha nascosto la verità per trent'anni. Paolo, turbato dalla situazione, rimanda Giovanni a Parigi dalla sua ex compagna Olivia. Diego, continuamente disprezzato dalla moglie Sara per i suoi continui tradimenti, affronta Regina, realmente dispiaciuta d'aver tentato di rapire suo figlio Vittorio durante il matrimonio, e le consiglia di farsi curare per via del suo amore malato. La denuncia di Luana ha l'effetto sperato e porta all'arresto dei fratelli Abbattista, con Luana e Riccardo che possono tirare un sospiro di sollievo.
Un anno dopo, la situazione sembra essere tornata alla normalità: Riccardo e i tre fratelli Ristuccia mandano avanti il ristorante San Pietro mentre è diventato padre del piccolo Cesare, mentre Carlo sta continuando i lavori del resort in Sardegna, sebbene il suo pensiero sia continuamente per la compagna Ginevra, in coma da un anno dopo l'incidente. Paolo riceve una notifica dalla Francia da parte di Olivia per cui sarà costretto a vedere Giovanni sotto il controllo di una psicologa che dovrà giudicare la sua capacità genitoriale, cosa che lo manda su tutte le furie. Alba cerca di vendere la villa di Ansedonia, ma senza successo. Beatrice torna a casa e viene aggredita da Sandro, che non la riconosce: rendendosi conto che le condizioni della sua malattia stanno peggiorando, tenta di convincere Maria a sistemarlo in una casa di cura. Sara, con il San Pietro in crisi per disdette varie, si mette in tiro per convincere George Solari, vecchio amico del padre nonché chef stellato di un ristorante concorrente, a venire a lavorare per loro. Fabio Abbattista ha un malore in carcere e muore nel sonno, mentre il fratello Adriano viene fatto uscire di galera e mandato ai domiciliari in attesa del processo: Riccardo e Luana vengono a conoscenza della notizia e temono una ritorsione da parte di Abbattista, che sfugge alla reclusione e va al San Pietro per spiare Riccardo e i Ristuccia, giurando loro vendetta. Intanto Ginevra si risveglia dal coma.
- Altri interpreti: Paola Sambo (psicologa di Alba).

## Episodio 2
Al suo risveglio, Ginevra è vigile ma confusa e Alba si preoccupa che possa ricordare qualcosa, destando così l’ira di Carlo.
Diego e Sara sono sempre più lontani, con lei che ormai trova insopportabile anche la sola presenza del marito al suo fianco.
Riccardo e Luana beccano Beatrice in un bar che bacia un altro uomo, e Riccardo si indigna con la cognata. Di ritorno a casa fanno una scoperta tremenda: trovano il loro gatto impiccato, segno che Abbattista è entrato per minacciarli. Luana, spaventata a morte, fa le valigie e salta su un treno insieme al piccolo Cesare, temendo per la loro incolumità e lasciando un disperato Riccardo al suo destino.
Paolo parte per Parigi, ma dover vedere Giovanni solo in presenza della psicologa lo mette a disagio e fa una scenata sia a lei che a Olivia e al suo nuovo compagno.
Nel frattempo Beatrice, sebbene con qualche ripensamento iniziale, sistema Sandro in una casa di cura specializzata in malati di Alzheimer.
Sara si mette nuovamente in tiro destando i malumori di Diego, ma la donna ha un appuntamento a casa dello chef George Solari, con il quale finisce a letto; Diego, frustrato dalle continue uscite serali della moglie, si incontra con Regina dopo mesi, la quale gli dichiara di essere guarita dalla sua malattia d'amore.
Carlo e sua figlia vanno a trovare Ginevra in ospedale, la quale assicura al compagno che presto ricorderà tutto quello che è successo.

## Episodio 3
Ginevra esce dall'ospedale e viene riportata a casa in sedia a rotelle da Carlo che adesso si prende cura di lei per la fisioterapia post-incidente. Alba intanto è ossessionata dall'idea che Ginevra possa decidere di denunciarla per la morte di Verena avvenuta trent'anni prima e si ritira a vivere nella villa di Ansedonia, dove l'incontro con una cagnolina molto affettuosa le allevia il tormento e la solitudine. I litigi tra Sara e Diego continuano. Paolo si incontra con Rebecca, avvocato amica di Sara, per trovare una soluzione all'affidamento di Giovanni. Adriano Abbattista chiama il ristorante per una prenotazione e al telefono risponde Luna, prima figlia di Carlo, che ora lavora come cameriera al San Pietro. Luna avverte il padre che bacchetta Riccardo che per colpa del suo debito di gioco da 50.000 euro ha messo tutti nei guai. Alba va a trovare Ginevra per accertarsi di cosa si ricordi del giorno dell'incidente.
Sara una sera si vede nuovamente con lo chef George Solari, ma Diego l'ha seguita, li scopre a baciarsi nel cortile del palazzo e gli fa una scenata: è la goccia che fa traboccare il vaso e Sara decide di divorziare. 
I Mariani vanno a festeggiare il compleanno di Sandro, che sembra essersi ambientato nella casa di cura; Riccardo però attacca Beatrice che si sta frequentando con un altro (Giuseppe) e la accusa di essere una poco di buono: lei si difende dicendo che Sandro sa di questa relazione e non vuole che lei sia triste e sola. Intanto sorgono dei problemi strutturali durante i lavori al resort in Sardegna e Carlo è sempre più disperato per via del suo investimento che sembra andare in fumo. Tornato a casa, Ginevra di punto in bianco gli chiede chi sia Verena e perché questo nome le torni in mente continuamente. Lui non sa cosa risponderle.

## Episodio 4
Riccardo è perso senza Luana e il piccolo Cesare, così la chiama al telefono ma lei lo liquida in pochi minuti, ancora timorosa di tornare a Roma. Accordandosi con l'avvocato Rebecca, Sara decide di notificare il divorzio a Diego con una lettera, mandandolo su tutte le furie. Mentre si impegna a essere presente con Ginevra nel suo difficoltoso cammino verso la riabilitazione, Carlo si trova tra due fuochi: il resort in Sardegna, che continua a dare problemi, e il San Pietro, sempre più in crisi. I tre fratelli Ristuccia si consultano e decidono che per risollevare le sorti del San Pietro devono convincere uno chef celebre come George Solari (che ormai frequenta Sara regolarmente) a lavorare per loro; i tre lo invitano a un colloquio, ma le sue pretese economiche si rivelano troppo alte. Diego intanto va a trovare Ginevra, confortandola e cercando di farle ricordare qualcosa del giorno dell'incidente. Una sera, alla chiusura del ristorante, Luna viene picchiata da Adriano Abbattista, che tenta anche di violentarla: Carlo arriva in tempo e lo colpisce alla testa con una pietra, convinto di averlo ucciso. Sulla scena si presenta anche Riccardo e i due cugini trasportano il corpo di Abbattista nella cella frigorifera del ristorante. Non ancora morto, l'uomo tenta di strangolare Carlo e Luna accorre con un coltello con il quale lo uccidono, mentre Riccardo scioccato assiste alla scena.

## Episodio 5
Luna è sconvolta dopo gli orrori appena vissuti, mentre Ginevra chiama insistentemente Carlo che non le risponde, impegnato con Riccardo nel tentativo di liberarsi del cadavere di Abbattista, che portano in una cava dove lo bruciano. Carlo torna a casa alle 5 del mattino e Ginevra lo rimprovera duramente per esser tornato a quell'ora. Paolo passa una serata con Rebecca, la sua avvocata, la quale sta cercando di aiutarlo per ottenere l'affidamento esclusivo del figlio Giovanni ai danni di Olivia che, nel frattempo a Parigi viene aggredita dal nuovo compagno Pierrick, un tipo molto rissoso, che la incolpa di essere una fedifraga. Olivia tronca la relazione con lui. Sara intanto riceve l'offerta di 25 milioni di euro da parte di George Solari che con un socio vuole rilevare l'intero San Pietro per trasformarlo in una boutique hotel di lusso. Ginevra prosegue il percorso di riabilitazione e, grazie all’aiuto di Diego che la costringe a rimettersi in piedi, è sempre più vicina ai ricordi perduti. Tornato a casa la sera, Carlo è stupito di trovare Ginevra in piedi con la stampella ad attenderlo, ma lei gli dice che adesso ricorda tutto di ciò che è accaduto ad Ansedonia il giorno dell'incidente. Intanto due piloti di motocross ritrovano il cadavere carbonizzato di Abbattista nella cava.

## Episodio 6
La notizia del ritrovamento del cadavere di Adriano Abbattista arriva su tutti i giornali e anche su internet. Riccardo avverte Luana dell'accaduto, sebbene lei sia ancora timorosa di tornare a Roma. Carlo si confronta con Ginevra, la quale lo rassicura che non denuncerà Alba per l'omicidio di Verena, a patto che d'ora in poi lui non le nasconda più nulla. Sara si reca alla villa da sua madre per parlargli della proposta d'acquisto del San Pietro. Alba le promette che ci penserà. Ginevra e Diego escono a pranzo insieme all'insaputa di Carlo. Luna, ancora scossa e disperata per la violenza subita da Abbattista, va dalla sua amica Sveva e si droga con lei. La polizia si reca a casa di Carlo per informarlo della morte di Abbattista, il quale il giorno della sua incursione al San Pietro aveva lasciato la moto davanti al ristorante, moto della quale né lui né Riccardo si erano accorti. Diego intanto fa le valigie e lascia Sara per andare a vivere da solo in un appartamento. Alba, Riccardo e i tre fratelli Ristuccia si riuniscono con George Solari per definire la vendita del San Pietro, che va a buon fine. Al momento del closing però Alba riceve una chiamata da Maria, la quale ha saputo da Riccardo che con Carlo hanno ucciso Abbattista, segno che la storia si è ripetuta, come fu per entrambe con la morte di Verena. 
Riccardo torna a casa contento dopo la conclusione della vendita, ma la sua felicità dura poco: sua madre è distesa sul letto senza vita.
- Guest: Fiorello, Susanna Biondo (nel ruolo di se stessi)
- Altri interpreti: Paola Sambo (psicologa di Alba), Margherita Di Rauso (ispettore Giarrusso), Alessandro Bernardini (vice ispettore).

## Episodio 7
La morte improvvisa di Maria ha scosso tutti i Ristuccia e i Mariani, in particolar modo Riccardo e Sandro, che però rifiuta la morte della madre. Paolo è a Parigi da Giovanni, ma la notizia lo costringe a tornare a Roma per organizzare il funerale con Sara. Intanto Ginevra e Diego, sempre più complici, si avvicinano alla verità sulla morte di Abbattista. Il resort in Sardegna dà sempre più problemi e Carlo si reca sul posto per affrontare Maurizio, il quale vorrebbe restituirgli i soldi dell'investimento iniziale e di tutti i lavori sostenuti: in preda all'orgoglio e forte dei soldi che entreranno per la vendita del San Pietro, Carlo gli dice di continuare la ristrutturazione. Elettra torna a Roma per vedere la figlia Luna; la ragazza, ancora scossa, continua a far uso di droghe per alleviare il dolore, mentre Ginevra la osserva con sospetto. Al funerale di Maria, Sandro prende finalmente coscienza della morte della madre, mentre Luana torna a Roma per confortare Riccardo e confermargli il suo amore; intanto, Ginevra assicura Alba che non la denuncerà per la morte di Verena.
Paolo e Rebecca sono sempre più agguerriti nella loro battaglia legale per la custodia di Giovanni: una sera l'avvocata riceve un video dal suo investigatore privato in cui Pierrick, l'ex compagno di Olivia, la picchia per strada. Tale prova potrebbe incastrare Olivia e far ottenere l'affido del figlio a Paolo che però, dopo aver visto il video, non se la sente di umiliare ulteriormente Olivia (anche perché Giovanni non vuole lasciare Parigi): Rebecca, dopo tutto il lavoro fatto, si infuria con Paolo accusandolo di non avere spina dorsale. Paolo interrompe così il suo rapporto con lei. 
Nel frattempo i Ristuccia si recano dal notaio per definire l'accordo con George Solari sulla vendita del San Pietro in presenza anche dei due fratelli Mariani, visto che Maria deteneva la quota dei suoi figli dopo la scomparsa del fratello Pietro. Riccardo rassicura Carlo dicendogli che ha trovato un uomo che, dietro lauto compenso, si prenderebbe la colpa dell'omicidio di Abbattista, scagionando così le loro famiglie. Ma la polizia si presenta improvvisamente a casa di Carlo con un mandato di perquisizione per il San Pietro, che viene messo sottosopra dagli agenti che cercano tracce o prove su Abbattista. Appena la scientifica e i cani molecolari aprono la porta della cella frigorifera in cui è stato ucciso lo strozzino, Carlo e sua figlia Luna rimangono impietriti.
- Altri interpreti:  Margherita Di Rauso (ispettore Giarrusso), Alessandro Bernardini (vice ispettore), Luciano Miele (notaio di famiglia).

## Episodio 8
La polizia ha messo i sigilli all'intera tenuta del San Pietro e Carlo è su tutte le furie. Alba rivela al figlio che ha saputo dell'omicidio di Abbattista da Maria prima della sua morte, Carlo piange disperato e le dice che "non ha avuto scelta". Sara cade nella disperazione quando George si presenta al ristorante e trova i sigilli, mollando sia lei che l'acquisto della tenuta ormai incriminata, cosa che potrebbe rovinare la sua carriera di chef stellato. Ginevra esce di nuovo con Diego il quale, dopo le ultime vicende, le consiglia di mollare tutto e andare a vivere con lui. Luana torna definitivamente a Roma col piccolo Cesaretto per la gioia di Riccardo, che però ha un altro problema da risolvere: Gianni, l'uomo che avrebbe dovuto addossarsi la colpa dell'omicidio di Abbattista, si tira indietro e rinuncia ai soldi, visto che gli rimangono pochi mesi di vita. Le cose si complicano per Carlo, sempre più alle strette.
Intanto Paolo, dopo aver licenziato Rebecca, torna a Parigi per parlare con Olivia e convincerla a seppellire l'ascia di guerra per provare a dare una seconda chance al loro rapporto. Lei, dapprima incerta e sconvolta, accetta e i due si riavvicinano.
La polizia si presenta a casa di Carlo, avendo esteso il mandato di perquisizione anche al suo villino (poco distante dal ristorante) e, dopo qualche accertamento, decidono di prelevare Luna per un interrogatorio. Ginevra, sconvolta da quanto sta accadendo, fa le valigie e va con la figlia Anna a casa di Diego, con cui alla fine si bacia. 
L'avvocato di Carlo gli riferisce che la scientifica ha trovato un capello di Luna insanguinato nella ghiacciaia del ristorante assieme a quello di Adriano Abbattista: Carlo, per non lasciare la figlia al suo destino, fa la sua deposizione confessando tutto e consegnandosi alle autorità. Carlo e Luna vengono arrestati e finiscono in carcere. La notizia arriva a tutti, che cadono nello sconforto. La polizia arriva anche a casa di Riccardo che molto probabilmente viene arrestato a sua volta, avendo contribuito all'occultamento del cadavere di Abbattista insieme a Carlo. Sara, osservando malinconica il ristorante sotto sequestro, rassicura la madre Alba che la storia non finirà in quel modo. L'episodio termina con l'inquadratura di una foto di famiglia in cui i Ristuccia e i Mariani brindano insieme felici.
- Guest: Francesco Acquaroli (Pietro Ristuccia).

- Altri interpreti: Stefano Fabrizi (Gianni er gomma), Margherita Di Rauso (ispettore Giarrusso), Alessandro Bernardini (vice ispettore).